# Ndre Mjeda
Ndre Mjeda (Shkodra, 1866. november 20. – Shkodra, 1937. augusztus 1.) albán jezsuita szerzetes, pedagógus, költő, műfordító, filológus, politikus. A nemzeti romantika irodalmának kései képviselője, költeményeit letisztult nyelvezet, klasszikus stílus és időmérték jellemzik. Nevéhez fűződik az albán nyelv leírására alkalmas Agimi-ábécé kidolgozása (1901), amelynek bevezetését azonban az 1908-as manasztiri kongresszus elvetette.
Nevének olaszos változata Andrea Miedia. Öccse Lazër Mjeda (1869–1935) római katolikus főpap, Shkodra érseke.

## Életútja
Paraszti hátterű családban született, neveltetését szülei a shkodrai jezsuita szerzetesekre bízták. A helyi xaveriánus kollégium tanulója lett, de fejlődésére nagy hatással volt az arberes ferences misszionárius és költő Leonardo De Martino is. Alapiskolái elvégzését követően a jezsuita rend jóvoltából hosszú éveken át külföldön képezhette tovább magát. 1880 tavaszán három hónapon keresztül az északnyugat-franciaországi Cossé-le-Vivien iskolájának diákja volt. Ezt követően 1882-ig a spanyolországi Porta Coeli karthauzi rendházban filológiát, 1882-től 1884-ig a kraljevicai jezsuita kollégiumban retorikát, latin és olasz nyelvészetet tanult. 1884-ben a római Gregoriana Pápai Egyetem kraljevicai tagozatára iratkozott át, ahol 1887-ig filozófiai tanulmányokat folytatott. 1887 elején Észak-Olaszországba ment, rövid ideig Chieriben teológiát hallgatott, majd Cremona kollégiumában zeneművészetet oktatott. 1891-től 1893-ig a krakkói Gregoriana-kollégium teológiai osztályának diákja volt. 1893-ban átmenetileg Goriziában időzött, majd visszatért kraljevicai alma materébe, a Gregorianába, ahol elfoglalta a számára felajánlott filozófia- és filológiatanár állást, emellett az intézet könyvtárosa is lett. 1894-ben a logika és az általános metafizika professzorává nevezték ki. 1898-ban egy részleteiben máig nem tisztázott botrány következtében kizárták a jezsuita szerzetesek sorából, és visszatért Albániába. Az ismert részletek csupán arra engednek következtetni, hogy Mjeda menesztésének köze lehetett a kraljevicai jezsuiták körében kirobbant konfliktushoz.
Hazatérését követően, 1899-ben Preng Doçi mirditai apát és öccse, a főpapi tisztséget viselő Lazër Mjeda közbenjárására Vig népiskolájában kapott tanítói állást.  1902-től 1905-ig Dajçban, az 1905/1906-os tanév során Gramshban tanított, ezt követően Kukëlban telepedett le és lett hosszabb időre a helyi iskola tanítója.
1899-ben csatlakozott a Doçi apát által életre hívott közművelődési egyesület, a Bashkimi munkájához, amelynek fő célja egy latin betűs albán ábécé kidolgozása volt. Nézetkülönbségek miatt azonban 1901-ben elhagyta a Bashkimit, és öccsével, Lazër Mjedával, Anton Xanonival és Mati Logorecivel közösen Agimi (’Hajnal’) néven megalapították saját egyesületüket. A horvát ábécé alapján kidolgozták saját, diakritikus jeleket is tartalmazó ábécéjavaslatukat, az ún. Agimi-ábécét, emellett albán nyelvű tankönyvek, olvasókönyvek kiadását is támogatták. Az 1908-as manasztiri kongresszuson – amelyen Mjeda személyesen is részt vett – az Agimi-ábécé a Gjergj Fishta-féle Bashkimi-ábécével szemben alulmaradt. 1916. szeptember 1-jén Gjergj Fishta, Luigj Gurakuqi és mások társaságában megalapította az Albán Irodalmi Bizottságot, amelynek fő célkitűzése az egységes irodalmi nyelv megteremtése volt. Mjeda az előkészítő munkák során annak fő szószólója volt, hogy a közép-albániai elbasani nyelvjárást tegyék meg az irodalmi nyelv alapjává.
Mjeda 1920-tól 1924-ig az albán nemzetgyűlés képviselője volt. 1923 áprilisa és 1924 decembere között részt vett a shkodrai Ora e Maleve (’A Hegyek Szelleme’) című ellenzéki hetilap szerkesztési munkálataiban. Az 1924-es júniusi forradalom leverését, Amet Zogu hatalmának 1924. decemberi megszilárdulását követően visszavonult a politikai élettől, és ismét Kukëlban telepedett le. 1930-tól haláláig albán nyelvet és irodalmat tanított a jezsuiták shkodrai Albán Főpapi Kollégiumában, ahol kedves tanítványai közé tartozott Lazër Shantoja költő, író, műfordító.

## Munkássága
Ndre Mjeda az albán irodalom történetében a Rilindja nemzeti romantikájának kései képviselője, akinek munkássága átmenetet képez a hangjukat kereső hazafias irodalmárnemzedékek és a függetlenség elnyerését követően kialakuló kreatív irodalmi hagyományok művelői között. Külföldi diákévei során, 1887-ben jelentette meg első költeményeit, amelyek melankolikus soraiban a hazájától távol lévő ifjú honvágyát fogalmazta meg: Vaji i bylbylit (’A pacsirta panasza’), Vorri i Skanderbegut (’Szkander bég sírja’) stb. Már e korai költeményeken érezhető volt korábbi mentora, az arberes költő, Leonardo De Martino, valamint a klasszikus római költészet és kortárs olasz lirikusok hatása (Giosuè Carducci, Giovanni Pascoli, Gabriele D’Annunzio). Költői nyelvét, klasszikus stílusát, mesteri időmértékes verselését és nyelvi tisztaságát egy életre meghatározta a 19. századi olasz költészet. Első jelentős versgyűjteménye Juvenilia címen 1917-ben jelent meg Bécsben, amely már címében is Carducci költészete előtt hajtott főt, utalva a nagy olasz előd 1880-as Iuvenilia című verseskötetére. Mjeda saját költeményei mellett a kötetben közreadta néhány műfordítását, Tommaso Grossi, Giuseppe Capparozzo, Charles Wolfe és Johann Wolfgang von Goethe verseit is. Jelentős, de életében csak töredékesen megjelent szonettfüzérjében az ókori illíriai városok dicsőségét énekelte meg: Lissus, Scodra, Dyrrhachium, Apollonia.
1887 és 1891 közötti olaszországi tartózkodása során több vallásos írást ültetett át olaszról és spanyolról albánra. Két fordítását a római Propaganda Fidei publikálta: Jeta e sceitit sc’ Gnon Berchmans (’Szent Jan Bechmans élete, 1888),  T’perghjamit e Zojs Bekume (’A Szent Szűz képmása’, 1892). A későbbi években eredeti egyháztörténeti munkákat is közreadott, egyebek mellett a háromkötetes Katekizmi i madh (’Nagy katekizmus’) és a Historia e shejtë (’Megszentelt történelem’) című írásait, valamint Gonzaga Szent Alajos életrajzát.
Holger Pedersen és Gustav Meyer albán nyelvészeti tanulmányai már diákévei során felkeltették érdeklődését az albán filológia és nyelvtörténet kérdéskörei iránt. 1902 szeptemberében meghívást kapott egy hamburgi orientalisztikai konferenciára, ahol a palatális hangok ejtésbeli különbségeiről értekezett az albán dialektusok vonatkozásában. Pályája későbbi szakaszában az albán nyelv névelő- és névmásrendszerével foglalkozott.

## Emlékezete
Több más jezsuita vagy ferences kor- és pályatársától eltérően Mjeda költői munkásságát a kommunizmus évtizedeiben is nagyra tartották. A szerzetesrendből való 1898-as kizárását saját döntéseként interpretálták, mint aki a klérusnak hátat fordítva a hazafias ügyek felé fordult. Kukëlban, ahol hosszú éveken át tanított és élt, 2012-ben avatták fel egész alakos szobrát, Sadik Spahia alkotását.